# Керъл (окръг, Илинойс)
Окръг Керъл (на английски: Carroll County) е окръг в щата Илинойс, Съединени американски щати. Площта му е 1207 km². Според преброяването от 2010 г. населението е 15 387.  Административен център е град Маунт Керъл.

## История
Окръг Карол е създаден през 1839 г. от окръг Джо Дейвис. Окръгът е кръстен на Чарлз Керъл, който подписва Декларацията за независимост. 

## География
Според Бюрото за преброяване на населението на САЩ, окръгът има обща площ от 466 квадратни мили (1 210 km 2 ), от които 445 квадратни мили (1 150 km 2 ) са земя и 22 квадратни мили (57 km 2 ) (4,6%) са вода. Държавният парк Мисисипи Палисейдс е в този окръг, точно на север от град Савана. Армейско депо Савана се намира отчасти в този окръг.

## Съседни окръзи
- Окръг Стивънсън - североизток
- Окръг Огъл - изток
- Окръг Уайтсайд - юг
- Окръг Клинтън, Айова - югозапад
- Окръг Джаксън, Айова - запад
- Окръг Джо Дейвис - северозапад

## Известни хора
- Джон Акер, американски бизнесмен и политик, представител на щата Илинойс, е роден във ферма близо до Савана. [6]
- Уилис Дж. Бейли, американски политик и републикански представител на Съединените щати от Канзас и 16-ти губернатор на Канзас[7]
- Дейвид Дж. Съмървил, американски политик и фермер, депутат от щата Уисконсин [8]